# La Ngọc Thoáng
La Ngọc Thoáng (sinh ngày 23 tháng 6 năm 1957) là một chính trị gia người Việt Nam. Ông từng là đại biểu Quốc hội Việt Nam khóa XIII nhiệm kì 2011-2016 thuộc đoàn đại biểu tỉnh Cao Bằng, Trưởng đoàn chuyên trách Đoàn Đại biểu Quốc hội khóa XIII tỉnh Cao Bằng, Ủy viên Hội đồng Dân tộc của Quốc hội khóa XIII.

## Xuất thân
Ông sinh ngày 23 tháng 6 năm 1957, người dân tộc Tày, không theo tôn giáo nào. Ông có quê quán ở xã Lang Môn, huyện Nguyên Bình, tỉnh Cao Bằng.

## Giáo dục
Ông có trình độ học vấn là Cử nhân Kinh tế Kế hoạch.
Ông có trình độ lí luận chính trị là Cao cấp lý luận chính trị.

## Sự nghiệp
Ông gia nhập Đảng Cộng sản Việt Nam vào ngày 4/9/1982.
Ông từng là Đại biểu HĐND tỉnh 2004-2011; 2011-2016.
Ông là đại biểu Quốc hội Việt Nam khóa XIII nhiệm kì 2011-2016 thuộc đoàn đại biểu tỉnh Cao Bằng, đồng thời Trưởng đoàn chuyên trách Đoàn Đại biểu Quốc hội khóa XIII tỉnh Cao Bằng, Ủy viên Hội đồng Dân tộc của Quốc hội khóa XIII, làm việc ở Văn phòng Đoàn Đại biểu Quốc hội và Hội đồng nhân dân tỉnh Cao Bằng.